# ويلوويك
ويلوويك (أوهايو) (بالإنجليزية: Willowick, Ohio)‏ هي مدينة تقع في الولايات المتحدة في مقاطعة لايك، أوهايو. يقدر عدد سكانها بـ 14,171 نسمة ومساحتها 6.58 كم2 وترتفع عن سطح البحر 189 متر.

## التركيبة السكانية
قام مكتب تعداد الولايات المتحدة بتحديد بيانات التركيبة السكانية لويلوويكفي تعداد الولايات المتحدة. في ما يلي، التركيبة السكانية حسب تعدادي 2000 و2010.

### تعداد عام 2000
بلغ عدد سكان ويلوويك 14,361 نسمة بحسب تعداد عام 2000، وبلغ عدد الأسر 6,101 أسرة وعدد العائلات 4,112 عائلة مقيمة في المدينة.
وتوزع التركيب العرقي للمدينة بنسبة 97.85% من البيض و 0.05% من الأمريكيين الأصليين و 0.61% من الأمريكيين ذوي الأصول الآسيوية و 0.75% من الأمريكيين الأفارقة و 0.71% من عرقين مختلطين أو أكثر.
```
وبلغت نسبة 
الأزواج
 القاطنين مع بعضهم البعض 52.5% من أصل المجموع الكلي للأسر، ونسبة 11.1% من الأسر كان لديها معيلات من الإناث دون وجود شريك، وكانت نسبة 32.6% من غير العائلات. وبلغ متوسط حجم الأسرة المعيشية 2.90، أما متوسط حجم العائلات فبلغ 2.35.
```

بلغ العمر الوسطي للسكان 41 عاماً. ونسبة 21.9% كانت ضمن فئة الخامسة والستون عاماً فما فوق.
وكان متوسط دخل الذكور 38,966 دولار مقابل 27,297 دولار للإناث. وسجل دخل الفرد الخاص بالمدينة 22,053 دولار. وكانت نسبة 3.2% من العائلات ونسبة 4.5% من السكان تحت خط الفقر، وكان من هؤلاء نسبة 6.6% تحت سن الثامنة عشر ونسبة 4.9% في الخامسة والستين من العمر وما فوق.

### تعداد عام 2010
بلغ عدد سكان ويلوويك 14,171 نسمة بحسب تعداد عام 2010، وبلغ عدد الأسر 6,110 أسرة وعدد العائلات 3,859 عائلة مقيمة في المدينة. في حين سجلت الكثافة السكانية 5,579.1 نسمة لكل ميل مربع (2,154.1/كم2). وبلغ عدد الوحدات السكنية 6,476 وحدة بمتوسط كثافة قدره 2,549.6 لكل ميل مربع (984.4/كم2).
وتوزع التركيب العرقي للمدينة بنسبة 95.0% من البيض و 0.1% من الأمريكيين الأصليين و 0.8% من الأمريكيين ذوي الأصول الآسيوية و 2.5% من الأمريكيين الأفارقة و 1.3% من عرقين مختلطين أو أكثر.
بلغ عدد الأسر 6,110 أسرة كانت نسبة 27.5% منها لديها أطفال تحت سن الثامنة عشر تعيش معهم، وبلغت نسبة الأزواج القاطنين مع بعضهم البعض 45.0% من أصل المجموع الكلي للأسر، ونسبة 13.0% من الأسر كان لديها معيلات من الإناث دون وجود شريك، بينما كانت نسبة 5.2% من الأسر لديها معيلون من الذكور دون وجود شريكة وكانت نسبة 36.8% من غير العائلات. تألفت نسبة 31.2% من أصل جميع الأسر من أفراد ونسبة 14.2% كانوا يعيش معهم شخص وحيد يبلغ من العمر 65 عاماً فما فوق. وبلغ متوسط حجم الأسرة المعيشية 2.91، أما متوسط حجم العائلات فبلغ 2.32.
بلغ العمر الوسطي للسكان 41.5 عاماً. وكانت نسبة 20.9% من القاطنين تحت سن الثامنة عشر، وكانت نسبة 7.4% بين الثامنة عشر والأربعة وعشرون عاماً، ونسبة 26.5% كانت واقعةً في الفئة العمرية ما بين الخامسة والعشرون حتى والأربعة وأربعون عاماً، ونسبة 26.2% كانت ما بين الخامسة والأربعون حتى الرابعة والستون، ونسبة 19.1% كانت ضمن فئة الخامسة والستون عاماً فما فوق. وتوزع التركيب الجنسي للسكان بنسبة 48.4% ذكور و51.6% إناث.